# Norman L. Bowen
Norman Levi Bowen (Kingston, Ontario, Kanada, 1887. június 21. – Washington, 1956. szeptember 11.) kanadai petrológus. Bowen forradalmasította a kísérleti petrológiát és az ásványok kristályosodásáról vallott felfogást. Neve a Bowen-sorozatról ismert, mely leírja, hogy a különböző ásványok hogyan kristályosodnak különböző hőmérsékleten és nyomáson.

## Pályája
Bowen vezette a kísérleti kutatásokat a Carnegie Intézet geofizikai laboratóriumában Washingtonban 1912 és 1937 között. 1928-ban kiadta a The Evolution of the Igneous Rocks című munkáját. Ez a könyv fontos állomást jelentett a geofizikai és geokémiai alapú ásvány- és kőzettan számára. Ez a könyv vált a petrológiai kézikönyvvé.

## Magánélete
1911-ben vette feleségül Mary Lamont-t, egy lánya született, Catherine.

## Díjak
Bowen megkapta a Penrose-érmet 1941-ben és megválasztották a Royal Society külső tagjává. 1949-ben.
A róla elnevezett díjat (Norman L. Bowen-díj) évente adja ki az Amerikai Geofizikai Unió.

## Fordítás
Ez a szócikk részben vagy egészben  a   Norman L. Bowen című angol Wikipédia-szócikk fordításán alapul.  Az eredeti cikk szerkesztőit annak laptörténete sorolja fel. Ez a jelzés csupán a megfogalmazás eredetét és a szerzői jogokat jelzi, nem szolgál a cikkben szereplő információk forrásmegjelöléseként.